# Гута (Сумская область)
Гу́та (укр. Гута) — село,
Землянковский сельский совет,
Глуховский район,
Сумская область,
Украина.
Код КОАТУУ — 5921582702. Население по переписи 2001 года составляло 55 человек .
Раньше називался Гутка

## Географическое положение
Село Гута находится в 2-х км от правого берега реки Эсмань.
На расстоянии в 4 км расположено село Землянка.
Село окружено большом лесным массивом (дуб, сосна).
По селу протекает пересыхающий ручей с запрудой.

## История
- 1942 — фашисты сожгли село и расстреляли от 173 до 214 человек [2].

## Достопримечательности
- Братская могила советских воинов.